# Daviscupový tým Švýcarska
Daviscupový tým Švýcarska reprezentuje Švýcarsko v Davisově poháru od roku 1923 pod vedením národní tenisové federace.
Švýcarský tým se probojoval do finále dvakrát. V roce 1992 v něm podlehl ve Fort Worth Spojeným státům 1:3 na zápasy. Jedinou salátovou mísu pak vybojoval roku 2014, když se oporami družstva stali hráči elitní světové pětky Roger Federer a Stan Wawrinka. Ve finálovém boji Švýcaři porazili domácí Francii 3:1 na zápasy.
Semifinále si reprezentanti helvetského kříže zahráli v roce 2003. V Davis Cupu 2007 hrálo družstvo třináctý ročník světové skupiny za sebou, což představovalo třetí nejdelší období vůbec, než bylo vyřazeno v pražské baráži Českou republikou 2:3 na zápasy.

## Historie

### 1992: Poprvé ve finále
V roce 1992 přispěli ke zvýšení popularity tenisu ve Švýcarsku Marc Rosset a Jakob Hlasek, jakožto první reprezentanti země, kteří vyhráli mužskou čtyřhru French Open. Na Letních olympijských hrách 1992 se Rosset navíc stal olympijským vítězem v mužské dvouhře. Výkony hráčů se přenesly také do Davisova poháru, v němž se lídry stali Marc Rosset a Jakob Hlasek. Doplňovali je Claudio Mezzadri s Thierrym Grinem.
Po výhře 4–1 na zápasy v úvodním kole Světové skupiny nad Nizozemskem v Haagu, cestoval švýcarský tým ke čtvrtfinálovému střetnutí do starobylého římského amfiteátru v Nîmes, v němž na antukovém dvorci zdolal Francii 3–2. Jednalo se o historicky první výhru nad tímto soupeřem. Třetí postupový bod vybojoval Jakob Hlasek proti antukovému specialistovi Thierrymu Championovi.

#### Semifinále proti Brazílii
V ženevské hale Palexpo hladce vyřadili Brazílii 5–0 na zápasy. Současně ustavili nový rekord v návštěvnosti halového daviscupového zápasu, když mu přihlíželo 15 000 diváků. Hrálo se na velmi rychlém povrchu Taraflex, který svědčil dělovému podání Rosseta na úkor brazilských antukářů. Brazílie v předchozí fázi zaskočila favorizované Německo a Itálii, jež vyřadila. Brazilský tenista Jaime Oncins vstupoval do semifinále s bilancí výher a proher 9–0, přesto v Ženevě neuhrál ani jeden set.
| Palexpo, Ženeva, Švýcarsko 25.–27. září 1992 tvrdý (hala) |  |                                                          |      |     |      |     |    |  |
| \| \| \| \| 1. \| 2. \| 3. \| 4. \| 5. \| \| \| -- \| \| -------------------------------------------------------- \| ---- \| --- \| ---- \| --- \| -- \| \| \| 1. \| \| Marc Rosset Jaime Oncins \| 6 3 \| 7 5 \| 7 5 \| \| \| \| \| 2. \| \| Jakob Hlasek Luiz Mattar \| 6 2 \| 6 3 \| 65 7 \| 6 3 \| \| \| \| 3. \| \| Marc Rosset / Jakob Hlasek Cassio Motta / Fernando Roese \| 6 3 \| 6 4 \| 6 3 \| \| \| \| \| 4. \| \| Jakob Hlasek Jaime Oncins \| 6 4 \| 6 2 \| \| \| \| \| \| 5. \| \| Marc Rosset Luiz Mattar \| 7 62 \| 6 3 \| \| \| \| \| \| \| \| \| \| \| \| \| \| \| \| \| \| \| \| \| \| \| \| \| \| \| \| \| \| \| \| \| \| \| \| \| \| \| \| \| \| \| \| \| \| \| \| \| \| \| \| \| \| \| |  |                                                          |      |     |      |     |    |  |
| |  |                                                          | 1.   | 2.  | 3.   | 4.  | 5. |  |
| 1. |  | Marc Rosset Jaime Oncins                                 | 6 3  | 7 5 | 7 5  |     |    |  |
| 2. |  | Jakob Hlasek Luiz Mattar                                 | 6 2  | 6 3 | 65 7 | 6 3 |    |  |
| 3. |  | Marc Rosset / Jakob Hlasek Cassio Motta / Fernando Roese | 6 3  | 6 4 | 6 3  |     |    |  |
| 4. |  | Jakob Hlasek Jaime Oncins                                | 6 4  | 6 2 |      |     |    |  |
| 5. |  | Marc Rosset Luiz Mattar                                  | 7 62 | 6 3 |      |     |    |  |
| |  |                                                          |      |     |      |     |    |  |
| |  |                                                          |      |     |      |     |    |  |
| |  |                                                          |      |     |      |     |    |  |
| |  |                                                          |      |     |      |     |    |  |
| |  |                                                          |      |     |      |     |    |  |

#### Finále proti Spojeným státům
Premiérová finálová účast pro Švýcarsko v soutěži znamenala utkání v texaském Fort Worthu proti Spojeným státům. Po semifinálové výhře došlo k odvolání nehrající kapitána Rolanda Stadlera za nejasných okolností, když důvody nebyly zveřejněny. Nahradil jej bývalý několikanásobný švýcarský mistr v tenise Tim Sturdza s rumunským aristokratickým původem. V otevírací dvouhře devátý hráč žebříčku Andre Agassi deklasoval 36. muže pořadí Hlaska, jenž favoritovi odebral jen pět her. Průběžný stav srovnal 35. tenista klasifikace Marc Rosset, který v pětisetovém dramatu dokázal porazit úřadující světovou jedničku Jima Couriera, jehož přehrál i na barcelonské olympiádě.
Do klíčové čtyřhry nastoupili Hlasek s Rossetem proti Johnu McEnroeovi a Petu Samprasovi. Přestože získal švýcarský pár náskok 2:0 na sety, když vyhrál obě úvodní sady v tiebreaku, dokázali Američané utkání otočit a po vítězství šli do vedení The USA won the third set 2–1 na zápasy. V otevírací nedělní dvouhře pak Courier zajistil salátovou mísu čtyřetovou výhrou nad Hlaskem. Spojen státy vyhrály 3–1.
| Tarrant County Center, Fort Worth, Spojené státy americké 4.–6. prosince 1992 tvrdý (hala) |  |                                                        |      |        |     |     |     |            |
| \| \| \| \| 1. \| 2. \| 3. \| 4. \| 5. \| \| \| -- \| \| ------------------------------------------------------ \| ---- \| ------ \| --- \| --- \| --- \| ---------- \| \| 1. \| \| Andre Agassi Jakob Hlasek \| 6 1 \| 6 2 \| 6 2 \| \| \| \| \| 2. \| \| Jim Courier Marc Rosset \| 3 6 \| 711 69 \| 6 3 \| 4 6 \| 4 6 \| \| \| 3. \| \| John McEnroe / Pete Sampras Jakob Hlasek / Marc Rosset \| 65 7 \| 68 710 \| 7 5 \| 6 1 \| 6 2 \| \| \| 4. \| \| Jim Courier Jakob Hlasek \| 6 3 \| 3 6 \| 6 3 \| 6 4 \| \| \| \| 5. \| \| Andre Agassi Marc Rosset \| \| \| \| \| \| nehrálo se \| \| \| \| \| \| \| \| \| \| \| \| \| \| \| \| \| \| \| \| \| \| \| \| \| \| \| \| \| \| \| \| \| \| \| \| \| \| \| \| \| \| \| \| \| \| \| \| \| \| \| |  |                                                        |      |        |     |     |     |            |
| |  |                                                        | 1.   | 2.     | 3.  | 4.  | 5.  |            |
| 1. |  | Andre Agassi Jakob Hlasek                              | 6 1  | 6 2    | 6 2 |     |     |            |
| 2. |  | Jim Courier Marc Rosset                                | 3 6  | 711 69 | 6 3 | 4 6 | 4 6 |            |
| 3. |  | John McEnroe / Pete Sampras Jakob Hlasek / Marc Rosset | 65 7 | 68 710 | 7 5 | 6 1 | 6 2 |            |
| 4. |  | Jim Courier Jakob Hlasek                               | 6 3  | 3 6    | 6 3 | 6 4 |     |            |
| 5. |  | Andre Agassi Marc Rosset                               |      |        |     |     |     | nehrálo se |
| |  |                                                        |      |        |     |     |     |            |
| |  |                                                        |      |        |     |     |     |            |
| |  |                                                        |      |        |     |     |     |            |
| |  |                                                        |      |        |     |     |     |            |
| |  |                                                        |      |        |     |     |     |            |

### 2014: Vítěz salátové mísy
Od výhry nad Rumunskem v prvním kole Svěrové skupiny 2004, tým země helvetského kříže dalších deset let nezvítězil v žádném utkání této nejvyšší úrovně. Až v roce 2014 se zvýšily jeho šance, když účast v ročníku přislíbil Roger Federer a čerstvý vítěz Australian Open a světová trojka Stan Wawrinka.
V úvodním kole Světové skupiny zdolali Srbsko, které bylo oslabené neúčastí Novaka Djokoviće pro vyčerpání z australské části. Absentovali také zraněný Janko Tipsarević i Viktor Troicki, jenž měl stopku pro dopingový trest. Švýcaři rozhodli v Novim Sadu po sobotní čtyřhře, jíž ovládli Chiudinelli s Lammerem, čímž se družstvo ujalo vedení 3–0 na zápasy. Srbové poté zkorigovali výsledek na konečných 3–2. Federer plnil poprvé od rané fáze kariéry roli týmové dvojky za výše postaveným Wawrinkou.
V ženevském čtvrtfinále přivítali Kazachstán. Andrej Golubjev si na úvod překvapivě poradil s Wawrinkou. Páteční skóre srovnal Federer výhrou nad Michailem Kukušinem. Pekingští olympijští vítězové Federer s Wawrinkou pak nestačili na Golubjeva s Nedovjesovem po čtyřsetovém průběhu a hosté po sobotě překvapivě vedli 2–1 na zápasy. Přesto v nedělních singlech zvládli oba švýcarští hráči elitní světové pětky roli favoritů, když Wawrinka porazil Kukuškina a rozhodujícím bodem nad Golubjevem posunul Federer družstvo do semifinále. Tato výhra pro něj také znamenala, že překonal Hlaskův rekordní týmový zápis a s 35 singlovými vítězstvími se stal nejlepším Švýcarem v soutěži.

#### Semifinále proti Itálii
Na semifinále proti Itálii do ženevské haly Palexpo přišlo rekordních 18 400 diváků, nejvyšší návštěva v rámci tenisových utkání země. Lístky byly vyprodány do tří hodin. Nehrající kapitáni Severin Lüthi a Corrado Barazzutti nominovali sestavy:
- Švýcarsko: Roger Federer (ATP 3.), Stan Wawrinka (ATP 4.), Marco Chiudinelli (ATP 161.), Michael Lammer (ATP 497.).

- Itálie: Fabio Fognini (ATP 17.), Andreas Seppi (ATP 48.), Simone Bolelli (ATP 76.), Paolo Lorenzi (ATP 78.).

Mimo švýcarskou nominaci zůstal Yann Marti (ATP 209.), jenž fungoval jako sparingpartner během přípravného týdnu.
Federer a Wawrinka zvládli obě páteční dvouhry. Do sobotní čtyřhry domácí postavili k Warinkovi Marca Chiudinelliho, když se Federer stále necítil zcela zdravý po návratu z US Open. Italská dvojice Fognini a Bolelli udržela postupovou šanci pětisetovým vítězstvím. Wawrinka s Chiudinellim tak prohráli třetí daviscupovou čtyřhru ze tří společných utkání, včetně prohry proti Italům v roce 2009.
V otevírací nedělní dvouhře poslal Federer Švýcary podruhé v historii do finále, když zdolal Fogniniho ve třech setech. Seppi pak porazil Lammera a Italové odjeli poraženi 2–3 na zápasy.
| Palexpo, Ženeva, Švýcarsko 12.–14. září 2014 tvrdý (hala) |  |                                                                  |      |     |      |     |     |  |
| \| \| \| \| 1. \| 2. \| 3. \| 4. \| 5. \| \| \| -- \| \| ---------------------------------------------------------------- \| ---- \| --- \| ---- \| --- \| --- \| \| \| 1. \| \| Roger Federer Simone Bolelli \| 7 65 \| 6 4 \| 6 4 \| \| \| \| \| 2. \| \| Stan Wawrinka Fabio Fognini \| 6 2 \| 6 3 \| 6 2 \| \| \| \| \| 3. \| \| Stan Wawrinka / Marco Chiudinelli Simone Bolelli / Fabio Fognini \| 5 7 \| 6 3 \| 7 5 \| 3 6 \| 2 6 \| \| \| 4. \| \| Roger Federer Fabio Fognini \| 6 2 \| 6 3 \| 7 65 \| \| \| \| \| 5. \| \| Michael Lammer Andreas Seppi \| 4 6 \| 6 1 \| 4 6 \| \| \| \| \| \| \| \| \| \| \| \| \| \| \| \| \| \| \| \| \| \| \| \| \| \| \| \| \| \| \| \| \| \| \| \| \| \| \| \| \| \| \| \| \| \| \| \| \| \| \| \| \| \| |  |                                                                  |      |     |      |     |     |  |
| |  |                                                                  | 1.   | 2.  | 3.   | 4.  | 5.  |  |
| 1. |  | Roger Federer Simone Bolelli                                     | 7 65 | 6 4 | 6 4  |     |     |  |
| 2. |  | Stan Wawrinka Fabio Fognini                                      | 6 2  | 6 3 | 6 2  |     |     |  |
| 3. |  | Stan Wawrinka / Marco Chiudinelli Simone Bolelli / Fabio Fognini | 5 7  | 6 3 | 7 5  | 3 6 | 2 6 |  |
| 4. |  | Roger Federer Fabio Fognini                                      | 6 2  | 6 3 | 7 65 |     |     |  |
| 5. |  | Michael Lammer Andreas Seppi                                     | 4 6  | 6 1 | 4 6  |     |     |  |
| |  |                                                                  |      |     |      |     |     |  |
| |  |                                                                  |      |     |      |     |     |  |
| |  |                                                                  |      |     |      |     |     |  |
| |  |                                                                  |      |     |      |     |     |  |
| |  |                                                                  |      |     |      |     |     |  |

#### Finále proti Francii

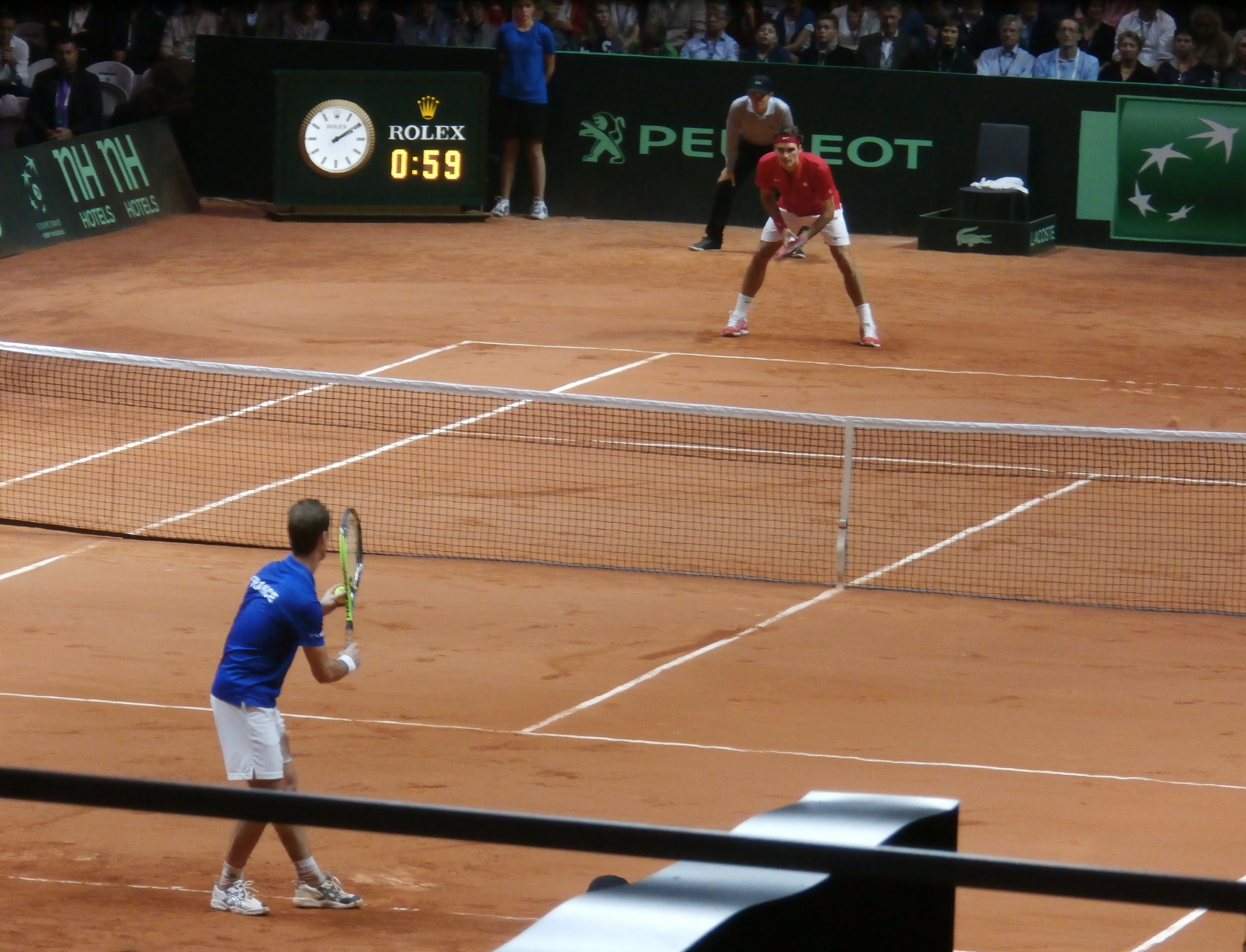
Švýcar Federer na příjmu v rozhodujícím vítězném zápase finále Davis Cupu proti Francouzi Gasquetovi

Finále se odehrálo na lilleském fotbalovém stadionu Stade Pierre-Mauroy, kde byl pod zataženou střechou instalován antukový dvorec s kapacitou 30 000 diváků. Francie se rozhodla pro pomalou antuku, i díky kvalitám obou Švýcarů na tvrdém povrchu, kteří byli navíc z tohoto podkladu rozehraní, když se, na rozdíl od Francouzů, účastnili Turnaje mistrů, hraného v týdnu před finále. Francouzští reprezentanti zahájili trénink na antuce deset dní před duelem, tedy v době, kdy Švýcaři stále hráli v Londýně na tvrdém povrchu. Původně domácí také zvažovali dějiště v některém ze zámořských teritorií, aby přinutili Federera s Wawrinkou k dlouhé cestě do jiného časového pásma z londýnského turnaje. Gilles Simon v tomto ohledu zmínil Nouméu v Nové Kaledonii.
Poslední dvě vzájemné utkání vyhráli v letech 1992 a 2003 Švýcaři (1992 poměrem 3-2 ve čtvrtfinále v Nîmes; 2003 poměrem 3-2 ve čtvrtfinále v Toulouse). Jednalo se o jejich jediná dvě vítězství, když předtím dvanáctkrát triumfovala Francie.
V semifinále předcházejícího Turnaje mistrů, které sehráli Federer s Wawrinkou, utrpěl basilejský rodák poranění zad. Kvůli němu pak nenastoupil do finále proti Djokovićovi. První daviscupový trénink odehrál až ve středu večer před víkendovým soubojem s Francií.
Kapitáni Arnaud Clément a Lüthi nominovali sestavy:
- Francie: Jo-Wilfried Tsonga (ATP 12.), Gaël Monfils (ATP 19.), Julien Benneteau (ATP 25.), Richard Gasquet (ATP 26.).

- Švýcarsko: Roger Federer (ATP 2.), Stan Wawrinka (ATP 4.), Marco Chiudinelli (ATP 212.), Michael Lammer (ATP 508.).

Přestože měl Gilles Simon dobrý závěr sezóny, odehrál finále Shanghai Rolex Masters, a figuroval na 21. příčce žebříčku, výše než Benneteau a Gasquet, do čtyřčlenné nominace se nedostal.
V úvodní dvouhře porazil Warinka francouzskou jedničku Tsongu po čtyřsetovém průběhu. Následně však Federer nekladl větší odpor Monfilsovi, když mu podlehl ve třech sadách při osmi získaných gamech. Druhý švýcarský bod vybojoval Federer s Wawrinkou v sobotní čtyřhře, kde přehráli pár Julien Benneteau a Richard Gasquet. V úvodním nedělním singlu pak Federer zajistil první celkovou výhru Švýcarů v Davisově poháru porážkou Gasqueta, který nastoupil místo Tsongy. Tentokrát to byl Francouz, jenž odebral ve třech setech soupeři jen osm her.
| Stade Pierre-Mauroy, Lille, Francie 21.–23. listopadu antuka (hala) |  |                                                                  |     |     |     |     |    |            |
| \| \| \| \| 1. \| 2. \| 3. \| 4. \| 5. \| \| \| -- \| \| ---------------------------------------------------------------- \| --- \| --- \| --- \| --- \| -- \| ---------- \| \| 1. \| \| Jo-Wilfried Tsonga Stan Wawrinka \| 1 6 \| 6 3 \| 3 6 \| 2 6 \| \| \| \| 2. \| \| Gaël Monfils Roger Federer \| 6 1 \| 6 4 \| 6 3 \| \| \| \| \| 3. \| \| Julien Benneteau / Richard Gasquet Roger Federer / Stan Wawrinka \| 3 6 \| 5 7 \| 4 6 \| \| \| \| \| 4. \| \| Richard Gasquet Roger Federer \| 4 6 \| 2 6 \| 2 6 \| \| \| \| \| 5. \| \| Gaël Monfils Stan Wawrinka \| \| \| \| \| \| nehrálo se \| \| \| \| \| \| \| \| \| \| \| \| \| \| \| \| \| \| \| \| \| \| \| \| \| \| \| \| \| \| \| \| \| \| \| \| \| \| \| \| \| \| \| \| \| \| \| \| \| \| \| |  |                                                                  |     |     |     |     |    |            |
| |  |                                                                  | 1.  | 2.  | 3.  | 4.  | 5. |            |
| 1. |  | Jo-Wilfried Tsonga Stan Wawrinka                                 | 1 6 | 6 3 | 3 6 | 2 6 |    |            |
| 2. |  | Gaël Monfils Roger Federer                                       | 6 1 | 6 4 | 6 3 |     |    |            |
| 3. |  | Julien Benneteau / Richard Gasquet Roger Federer / Stan Wawrinka | 3 6 | 5 7 | 4 6 |     |    |            |
| 4. |  | Richard Gasquet Roger Federer                                    | 4 6 | 2 6 | 2 6 |     |    |            |
| 5. |  | Gaël Monfils Stan Wawrinka                                       |     |     |     |     |    | nehrálo se |
| |  |                                                                  |     |     |     |     |    |            |
| |  |                                                                  |     |     |     |     |    |            |
| |  |                                                                  |     |     |     |     |    |            |
| |  |                                                                  |     |     |     |     |    |            |
| |  |                                                                  |     |     |     |     |    |            |

## Chronologie výsledků

### 2019–2029
| Rok  | úroveň                            | datum        | místo                          | povrch    | soupeř         | skóre | výsledek |
| ---- | --------------------------------- | ------------ | ------------------------------ | --------- | -------------- | ----- | -------- |
| 2022 | baráž 1. světové skupiny          | 4.–5. března | Biel, Švýcarsko                | tvrdý (h) | Libanon        | 3–1   | výhra    |
| 2022 | 1. světová skupina                | 17.–18. září | Salinas, Ekvádor               | tvrdý (h) | Ekvádor        | 3–2   | výhra    |
| 2023 | Kvalifikační kolo                 | 3.–4. února  | Trevír, Německo                | tvrdý (h) | Německo        | 3–2   | výhra    |
| 2023 | Finálový turnaj, základní skupina | 12. září     | Manchester, Spojené království | tvrdý (h) | Francie        | 0–3   | prohra   |
| 2023 | Finálový turnaj, základní skupina | 15. září     | Manchester, Spojené království | tvrdý (h) | Velká Británie | 1–2   | prohra   |
| 2023 | Finálový turnaj, základní skupina | 16. září     | Manchester, Spojené království | tvrdý (h) | Austrálie      | 0–3   | prohra   |

## Složení týmu
Stav k březnu 2015
- Michael Lammer
- Adrien Bossel
- Henri Laaksonen